# Lenka Filipová
Lenka Filipová (Prága, 1954. február 14. –) cseh énekesnő, zenész, zeneszerző, szövegíró. A cseh könnyűzene kiemelkedő egyénisége.

## Pályafutása
Művészcsaládból származik. Apja operaénekes és színész, anyja zenetanár. Zenei tanulmányait, gitár szakon, a prágai konzervatóriumban végezte. Már tizenhat évesen a brünni rádió együttesének tagjaként az Amerikai Egyesült Államokban és Kanadában szerepelt. Ezt követően sanzonokat énekelt és Vítězslav Nezval megzenésített verseit adta elő. 
Szerepelt a Spirituál kvintet együttesben. 1973 és 1975 között a Semafor színházban Miroslav Šimek darabjában lépett színpadra. 1974 őszén Karel Gott koncertjein szerepelt, majd másfél éven keresztül Karel Vágner együttesében Hana Zagorová mellett énekelt. 
Zenei tanulmányait 1976-ban a párizsi Nemzetközi Zeneakadémián folytatta. Párizsban fellépett diák-klubokban és két kislemezt is készített. E korszakából származó legismertebb dala a Zamilovaná (magyarul Szerelmes) című, mely népszerűségének köszönhetően egyúttal az 1981-ben Csehországban megjelent első nagylemezének címadó dala. 
Saját zenekarát, a Domino együttest 1984-ben alapította. Az 1980-as években már Csehszlovákia élvonalbeli könnyűzenei előadói közé sorolták.

## Albumai
- LP Zamilovaná (1981)
- LP Quo vadis (1983)
- LP Lenka (1984)
- LP Řeka života (1986)
- LP Částečné zatmění srdce (1988)
- LP Lenka vypravuje pohádky z kytary (1989)
- LP Concertino 1 (1990)
- LP Pocit 258 (1990)
- LP 1982-1992 (1992)
- CD Concertino II. (1995)
- CD Svět se zbláznil (1997)
- CD Lidové písničky (1998)
- CD Za všechno může čas (1999)
- CD Tisíc způsobů jak zabít lásku (2003)

Az első stúdióalbuma, melyen dalait akusztikus gitár mellett elektromos gitáron is előadja. Az album címadó dala Pavel Šrut megzenésített költeménye.
- CD The best of Lenka Filipová (2005)

## Fordítás
- Ez a szócikk részben vagy egészben  a   Lenka Filipová című cseh Wikipédia-szócikk ezen változatának fordításán alapul.  Az eredeti cikk szerkesztőit annak laptörténete sorolja fel. Ez a jelzés csupán a megfogalmazás eredetét és a szerzői jogokat jelzi, nem szolgál a cikkben szereplő információk forrásmegjelöléseként.

## Külső hivatkozás
- Lenka Filipová weblapja